# 독일령 뉴기니
독일령 뉴기니(독일어: Deutsch-Neu-Guinea)는 1884년부터 1918년까지 존재했던 독일 제국의 식민지였다. 독일령 뉴기니는 뉴기니의 북동부와 인근의 섬들로 구성되어 있었다. 독일령 뉴기니의 본토와 비스마르크 제도는 현재의 파푸아뉴기니의 일부분이다. 독일령 뉴기니의 미크로네시아는 현재 미크로네시아 연방, 마셜 제도, 나우루, 북마리아나 제도, 팔라우에 있었다.
뉴기니섬의 본토 부분인 카이저빌헬름슬란트(Kaiser-Wilhelmsland)는 뉴기니섬의 북동부에 있었다. 병합된 카이저-빌헬름슬란트의 동쪽 부분은 뉴브리타니아 제도에서 비스마르크 제도로 개칭되었고, 가장 큰 2개의 섬은 각각 뉴브리튼섬과 뉴아일랜드섬으로 개칭되었다.
1884년 독일 뉴기니 회사가 설립되면서 식민지가 건설되었다. 1899년에 체결된 독일-스페인 조약에 따라 독일 제국은 스페인으로부터 25,000,000 페세타를 받고 스페인령 동인도의 일부 부분을 획득했다.
1900년부터 1919년까지 별도의 식민지였던 독일령 사모아를 제외한 서태평양의 독일 식민제국의 섬들은 "독일 제국령 태평양 보호령"이 되었다. 이 섬들은 독일령 뉴기니의 부분이었다. 그리고, 그 섬들은 솔로몬 제도 북부, 캐롤라인 제도, 팔라우, 북마리아나 제도, 마리아나 제도, 마셜 제도와 나우루로 구성되어 있었다. 독일령 뉴기니의 영토는 249,500km2였다.
제1차 세계 대전이 진행 중이던 1914년에 오스트레일리아 군대가 뉴기니섬에 위치한 카이저-빌헬름슬란트를 점령했다. 1919년에 체결된 베르사유 조약에 따라 독일령 뉴기니는 소멸되었다. 카이저-빌헬름슬란트, 비스마르크 제도는 오스트레일리아의 국제 연맹 위임통치령인 뉴기니 준주, 솔로몬 제도는 영국의 보호령, 나우루는 영국, 오스트레일리아, 뉴질랜드의 국제 연맹 위임통치령, 마셜 제도와 캐롤라인 제도, 팔라우, 북마리아나 제도는 일본 제국의 국제 연맹 위임통치령인 남양 군도가 되었다.

## 지역
| 지역                | 기간      | 면적        | 현재 국가                |
| ------------------- | --------- | ----------- | ------------------------ |
| 카이저-빌헬름슬란트 | 1884–1919 | 181,650 km2 | 파푸아뉴기니             |
| 비스마르크 제도     | 1899–1919 | 49,700 km2  | 파푸아뉴기니             |
| 부카섬              | 1899–1919 | 492 km2     | 솔로몬 제도              |
| 부건빌섬            | 1899–1919 | 9,318 km2   | 솔로몬 제도              |
| 팔라우              | 1899–1919 | 466 km2     | 팔라우                   |
| 캐롤라인 제도       | 1899–1919 | 2150 km2    | 미크로네시아 연방 팔라우 |
| 나우루              | 1899–1919 | 21 km2      | 나우루                   |
| 북마리아나 제도     | 1899–1919 | 461 km2     | 북마리아나 제도          |
| 마셜 제도           | 1899–1919 | 181 km2     | 마셜 제도                |
| 독일령 사모아       | 1900–1919 | 2,842 km2   | 사모아                   |

## 같이 보기
- 영국령 뉴기니
- 네덜란드령 뉴기니
- 운저도이치